# Индуистская космология
Индуистская космология — описание Вселенной, её материи, структуры, временных циклов и воздействия на живые существа в соответствии с индуистскими текстами.

## Описание
Согласно индуистской космологии вселенная (Брахманда) циклично создаётся и разрушается. Продолжительность жизни Брахмы, творца нашей вселенной, составляет 100 «лет Брахмы». Один день жизни Брахмы называется кальпа и равняется 4,32 млрд лет. Каждую кальпу Брахма, одного за другим, создаёт 14 Ману, которые по очереди правят этим миром. Жизнь каждого Ману (манвантара) состоит из 71 чатур-юги. Кальпа состоит из 1000 маха-юг, каждая из которых состоит из 4 (юг): Сатья, Трета, Двапара и Кали.
Продолжительность каждой из юг:
- Сатья-юга (Крита-юга): 1 728 000 земных лет
- Трета-юга: 1 296 000 земных лет
- Двапара-юга: 864 000 земных лет
- Кали-юга: 432 000 земных лет. Началась 18 февраля 3102 года до н. э.

После смерти одного Ману, Брахма создаёт следующего, и так цикл продолжается до того момента, пока день Брахмы не заканчивается и все 14 Ману и вселенная уничтожаются. Когда наступает ночь, Брахма ложится спать и спит на протяжении 4,3 млрд лет, то есть ровно столько, сколько длится его день. Следующим утром Брахма создаёт ещё 14 Ману в той же последовательности, что и в прошлый раз. Этот цикл длится 100 божественных лет, по истечении которого Брахма погибает и потом вновь создаётся новый Брахма.